# 문경우체국
문경우체국은 경상북도 문경시 전역을 관할하는 경북지방우정청 소속 우체국이다.

## 기본 정보
- 우편번호: 745-120
- 주소: 경상북도 문경시 중앙8길 11

## 연혁
- 1933년 3월 11일 점촌우편소 개소
- 1941년 3월 11일 점촌우편국 개칭
- 1949년 11월 23일 점촌우체국 개칭
- 1966년 6월 1일 사무관국 승격
- 1995년 1월 20일 문경우체국 개칭
- 2001년 9월 1일: 문경갈평우체국이 문경새재우체국과 통합, 가은상괴우체국이 가은우체국과 통합되어 폐국[1], 집배광역화를 위해 문경시 산북면, 산양면, 영순면, 신기동, 불정동, 유곡동 우편구역을 문경우체국으로 통합, 문경시 농암면 우편구역을 가은우체국으로, 문경시 마성면 우편구역을 문경새재우체국으로 변경[2], 문경갈평우편취급소 신설[3]
- 2012년 9월 1일: 가은우체국을 문경가은우체국으로, 동로우체국을 문경동로우체국으로, 막곡우체국을 문경호계우체국으로 명칭 변경[4]
- 2014년 1월 1일: 우편구역을 다음과 같이 고시[5]

| 배달국         | 배달구역                                  | 구역번호                    |
| -------------- | ----------------------------------------- | --------------------------- |
| 문경우체국     | 문경시, 산북면 · 산양면 · 영순면 · 호계면 | 36905 ~ 36910 36927 ~ 36991 |
| 문경새재우체국 | 문경읍, 마성면                            | 36911 ~ 36926               |
| 문경가은우체국 | 가은읍, 농암면                            | 36992 ~ 37003               |
| 문경동로우체국 | 동로면                                    | 36900 ~ 36904               |

- 2014년 11월 1일: 농암우체국을 문경농암우체국으로 명칭 변경[6]
- 2021년 3월 1일 : 우편구역을 다음과 같이 고시[7]

| 배달국         | 배달구역                                  | 구역번호                    |
| -------------- | ----------------------------------------- | --------------------------- |
| 문경우체국     | 문경시, 산북면 · 산양면 · 영순면 · 호계면 | 36905 ~ 36910 36927 ~ 36991 |
| 문경새재우체국 | 문경읍, 마성면                            | 36911 ~ 36926               |
| 문경가은우체국 | 가은읍, 농암면                            | 36992 ~ 37003               |
| 문경동로우체국 | 동로면                                    | 36900 ~ 36904               |

## 관할 우체국
| 우체국명           | 사진 | 주소                                              | 비고                                     |
| ------------------ | ---- | ------------------------------------------------- | ---------------------------------------- |
| 가은상괴우체국     |      | 경상북도 문경시 가은읍 상괴리                     | 2001년 9월 1일 폐국                      |
| 문경가은우체국     |      | 경상북도 문경시 가은읍 대야로 2492(왕능리 275-91) | 2012년 9월 1일 가은우체국에서 명칭 변경  |
| 문경갈평우체국     |      | 경상북도 문경시 문경읍 갈평리                     | 2001년 9월 1일 폐국                      |
| 문경갈평우편취급소 |      | 경상북도 문경시 문경읍 갈평리 557-21              | 2001년 9월 1일 신설                      |
| 문경농암우체국     |      | 경상북도 문경시 농암면 청암2길 10-3(농암리 121-3) | 2014년 11월 1일 농암우체국에서 명칭 변경 |
| 문경동로우체국     |      | 경상북도 문경시 동로면 노은2길 18 (노은리 166)    | 2012년 9월 1일 동로우체국에서 명칭 변경  |
| 문경마성우체국     |      | 경상북도 문경시 마성면 모곡2길 5(모곡리 151-2)    |                                          |
| 문경모전동우체국   |      | 경상북도 문경시 중앙로 21(모전동 81-18)           |                                          |
| 문경산북우체국     |      | 경상북도 문경시 산북면 금천로 587 (대상리 36-10)  |                                          |
| 문경산양우체국     |      | 경상북도 문경시 산양면 불암2길 26(불암리 12-5)    |                                          |
| 문경새재우체국     |      | 경상북도 문경시 문경읍 문희로 9 (하리 199-3)      |                                          |
| 문경신기동우체국   |      | 경상북도 문경시 양달마길 3(신기동 1073)           |                                          |
| 문경신흥동우체국   |      | 경상북도 문경시 신흥시장길 20(흥덕동 793-9 )      |                                          |
| 문경영순우체국     |      | 경상북도 문경시 영순면 영순로 279(의곡리 97-3)    |                                          |
| 문경호계우체국     |      | 경상북도 문경시 호계면 막곡길 10 (막곡리 179-7)   | 2012년 9월 1일 막곡우체국에서 명칭 변경  |